# Zákányszék
Zákányszék é um município da Hungria, situado no condado de Csongrád-Csanád. Tem 66,07 km² de área e sua população em 2019 foi estimada em 2.720 habitantes.